# Михайловское сельское поселение (Приморский край)
Михайловское се́льское поселе́ние — сельское поселение в Михайловском районе Приморского края.
Административный центр — село Михайловка.

## История
Статус и границы сельского поселения установлены Законом Приморского края от 6 августа 2004 года № 130-КЗ «О Михайловском муниципальном районе»

## Население
| 2010   | 2011    | 2012    | 2013    | 2014    | 2015  | 2016  |
| ------ | ------- | ------- | ------- | ------- | ----- | ----- |
| 10 755 | ↘10 737 | ↘10 455 | ↘10 225 | ↘9962   | ↘9770 | ↘9645 |
| 2017   | 2018    | 2019    | 2020    | 2021    |       |       |
| ↘9457  | ↘9223   | ↘8989   | ↘8832   | ↗10 078 |       |       |

## Состав сельского поселения
В состав сельского поселения входят 7 населённых пунктов:
| № | Населённый пункт | Тип населённого пункта       | Население |
| - | ---------------- | ---------------------------- | --------- |
| 1 | Васильевка       | село                         | ↗644      |
| 2 | Зелёный Яр       | село                         | ↘40       |
| 3 | Кирпичное        | деревня                      | ↗90       |
| 4 | Михайловка       | село, административный центр | ↘8618     |
| 5 | Некруглово       | село                         | ↘419      |
| 6 | Новое            | село                         | ↘129      |
| 7 | Песчаное         | село                         | ↘280      |

## Местное самоуправление
Администрация
Адрес: 692651, с. Михайловка, ул. Колхозная, 83. Телефон: 8 (42346) 23-2-81
Глава администрации
- Мезько Павел Петрович